# Alessio Picco
Alessio Picco es un deportista italiano que compitió en triatlón. Ganó una medalla de plata en el Campeonato Europeo de Triatlón Campo a Través de 2013.

## Palmarés internacional
| Campeonato Europeo | Campeonato Europeo | Campeonato Europeo | Campeonato Europeo |
| Año                | Lugar              | Medalla            | Prueba             |
| ------------------ | ------------------ | ------------------ | ------------------ |
| 2013               | Strobl (Austria)   | Medalla de plata   | Individual         |